# Paracontias kankana
Espèce
Statut de conservation UICN

 VU B1ab(iii) : Vulnérable
Paracontias kankana est une espèce de sauriens de la famille des Scincidae.

## Répartition
Cette espèce est endémique de Madagascar.

## Étymologie
Le nom spécifique kankana vient du malgache kankana, le ver, en référence à l'aspect de ce saurien.

## Publication originale
- Köhler, Vieites, Glaw, Kaffenberger & Vences, 2009 : A further new species of limbless skink, genus Paracontias, from eastern Madagascar. African Journal of Herpetology, vol. 58, no 2, p. 98-105 (texte intégral).